# 米林昇輝
米林 昇輝（よねばやし しょうき、11月11日 - ）は日本の漫画家。神奈川県出身。

## 概要
2003年の週刊少年マガジン増刊号『マガジンワンダー』4月15日号でデビュー。半年後に『週刊少年マガジン』誌上で将棋漫画『コマコマ』を半年ほど執筆していた。
2009年に『トッキュー!!』や『252 生存者あり』の原作者で知られる小森陽一とタッグを組み、『マッシュGO!!』を連載するもののわずか14週で終了となった。

## 作品リスト
- 風雲ムサツ伝（週刊少年マガジン増刊号「マガジンワンダー」4月15日号、読み切り）
- コマコマ（週刊少年マガジン、2005年36・37合併号 - 2006年10号、マガジンKC全3巻）
- マッシュGO!!（週刊少年マガジン、2009年15号 - 29号、原作：小森陽一）
- 12月のゼファー（別冊少年チャンピオン、2012年7月号（創刊号） - 12月号）

## 師匠
- 綾峰欄人
- 久保ミツロウ